# Iakov Șvedov
Iakov Șvedov (în rusă Яков Захарович Шведов; n. 22 octombrie 1905, Penie, Regiunea Tver, RSFS Rusă, URSS – d. 31 decembrie 1984, Moscova, RSFS Rusă, URSS) a fost un scriitor și poet rus. Este cunoscut în Republica Moldova deoarece a scris versurile melodiei Smuglianka.